# Fernand Desonay
Fernand Desonay, né à Verviers le 28 novembre 1899 et mort à Lavacherie le 9 décembre 1973, est un linguiste, militant wallon et académicien belge.

## Biographie

### Jeunesse et formation
Fernand Desonay né le 28 novembre 1899 à Stembert d'un père pharmacien et d'une mère institutrice, elle n'a jamais pratiqué ce métier sauf avec ses trois enfants. Il suit ses humanités au Collège jésuite de Saint-François-Xavier de Verviers.
Pendant la Première Guerre mondiale, encore rhétoricien, Fernand Desonay tente par deux fois de rejoindre l'Armée belge derrière l'Yser en Hollande. A sa seconde tentative, il est capturé par l'occupant allemand qui le considère comme un prisonnier de guerre et est emprisonné durant 6 mois.
Au lendemain de la guerre, il entre à l'Université catholique de Louvain pour y étudier la philologie romane et la philosophie thomiste. Etudiant remarqué, il s'installe à Paris pour préparer sa thèse de doctorat en suivant les cours de Joseph Bédier, Abel Lefranc et Mario Roques. Fernand Desonay se lie également d'amitié avec Pierre Champion qui lui donne le goût de la littérature des XVe et XVIe siècles.
Fernand Desonay soutient sa thèse en 1922. Il publiera celle-ci en 1928 sous le titre Le rêve hellénique chez les poètes parnassiens.

### Carrière universitaire
Après son doctorat, Fernand Desonay enseigne dans divers athénées avant d'être chargé de cours à l'Université de Liège à partir de 1929, avant d'en devenir professeur ordinaire en 1935. Attaché à la section de philologie romane, il y enseigne notamment l'histoire des littératures romanes et celle de la littérature française. Dans ses recherches, son domaine d'élection fut la littérature française des XVe et XVIe siècles : éditions critique des oeuvres complètes d'Antoine de la Sale, de Défense et Illustration de la langue française, du Printemps d'Agrippa d'Aubigné; étude sur François Villon, et le Ronsard, poète de l'amour qui lui vaudra, en 1955, le prix Counson de l'Académie royale de langue et de littérature françaises de Belgique.
En 1936, le grammairien Maurice Grevisse se tourne vers lui pour faire éditer le manuscrit de son premier manuel de grammaire. Fernand Desonay obtient l'accord de l'imprimeur Jules Duculot, qui édite la première version du Bon Usage à 3 000 exemplaires.
Suspendu de ses activités d'enseignement durant la guerre par les Allemands, il reprend sa charge de professeur à l'Université de Liège de 1945 à 1960.

### Décès
Après 1960, Fernand Desonay se retire jusqu'à la fin de sa vie dans sa maison de campagne à Lavacherie, à Sainte-Ode, en Ardenne. Son corps est retrouvé noyé dans l'Ourthe le 9 décembre 1973.

## Activités politiques

### Dans l'entre-deux guerres: la tentation du fascisme
En 1929 il est tenté par le fascisme de Mussolini, puis s'en détourne. Il est tenté également par les propositions de Rex (1936-1937) avant de rompre avec Léon Degrelle. Il participe au premier Congrès culturel wallon de Charleroi en 1938, organisé par l'Assemblée wallonne.
Le 7 mai 1936, il organise une conférence de presse pour demander l’attribution du prix Nobel de la Paix à Charles Maurras.

### Membre de la résistance belge
Durant l'occupation, les nazis le suspendent de sa charge à l'Université de Liège en raison de son attitude durant la Première Guerre mondiale. Fernand Desonay entre dans la Résistance belge. Il devient membre du Mouvement national belge qui publie les journaux clandestins La Voix des Ardennais, La Voix des Gaumais et La Voix des Luxembourgeois et cache des étudiants juifs. Il rejoint en 1944 le Maquis des Ardennes au sein duquel il se comporte avec vaillance. Fernand Desonay racontera ses souvenirs de cette époque dans son livre Dans le maquis (6 juin-12 septembre 1944). Souvenirs, paru l'année suivante.

## Pensée
Fernand Desonay tente de décrire le caractère wallon dans l'Âme wallonne, insistant sur son attirance pour la musique — à l'instar de ce que fit Jules Michelet au siècle précédent — , et sur la dualité wallonne qu'il fonde sur l'Ardenne et le Sillon Sambre-et-Meuse.

## Œuvres

### Ouvrages académiques
- (Éd. avec Pierre Champion [1880-1942]) Antoine de la Sale, Le petit Jehan de Saintré, Paris 1926
- Le Rêve hellénique chez les poètes parnassiens, Paris, H. Champion, 1928- Prix Bordin 1929 de l'Académie française

- Le Petit Jehan de Saintré, Paris 1928
- La philologie en Belgique. Philologie romane, in: Histoire de la Belgique contemporaine, 1830-1914, vol. 3, Bruxelles 1931, p. 206-219
- Villon, Liège1933, Paris 1947
- (Éd.) Œuvres complètes d'Antoine de la Sale, 2 vol., Liège/Paris 1935, 1941
- (Préface) Maurice Grevisse, Le bon usage, Gembloux 1936
- Les ducs de Bourgogne, Liège, 1938
- Les littératures étrangères du XXe siècle. I. Le roman et le théâtre. Essai, Paris-Tournai 1938
- Antoine de la Sale. Aventureux et pédagogue. Essai de biographie critique, Liège/Paris 1940
- Le Grand Meaulnes d'Alain-Fournier. Essai de commentaire psychologique et littéraire, Bruxelles 1941, Paris 1963
- Les littératures étrangères du XXe siècle. II. La poésie et l'essai. Essai, Paris-Tournai 1944
- Le roman français d'aujourd'hui. Essai, Paris-Tournai 1944
- Dépaysements. Notes de critiques et impressions. Essai, Liège 1944
- L'art d'écrire une lettre. Guide, Paris/Bruxelles 1945
- Exercices pratiques sur l'art d'écrire une lettre. Guide, Paris-Bruxelles 1946
- La vivante histoire du français. Essai, Paris/Bruxelles, 1946
- Le rapport. Comment l'élaborer. Comment le rédiger. Guide, Paris/Bruxelles 1949
- (Éds.) Joachim du Bellay, La défense et Illustration de la langue françoyse, Genève/Lille 1950
- Ronsard. Poète de l'amour, 3 Vol. Bruxelles, André de Rache, 1965. 169 p.
- Fernand Desonay. Ange.  Éditions de la Librairie Encyclopédique. Bruxelles 292 p.
- Fernand Desonay. Clartés sur le roman français d'aujourd'hui.  Casterman. Paris-Tournai sd. 120 p.
- Jean Cocteau & Fernand Desonay. Discours de réception à l'académie royale de langue et de littérature françaises. suivi du discours d'accueil de Mr. Fernand Desonay. 1er octobre 1955. Paris, Grasset, octobre 1955. 114 p.

### Divers
- Fascisme anno X, Louvain 1932
- Léopold II, ce géant. Récit, Paris/Tournai 1936
- Kadou. Récit [Nouvelle], Paris/Tournai 1937
- Images et visages de Meuse, Paris-Tournai 1938
- Dans le maquis (6 juin-12 septembre 1944). Souvenirs, Bruxelles 1945
- Maquis des Ardennes et de chez nous, Éditions du Mouvement National Belge, Bruxelles 1947
- Air de Venise. Voyage, Bruxelles 1962
- Air de Virginie. Voyage, Bruxelles 1965

## Distinctions
- En 1950, Fernand Desonay entre à l'Académie royale de langue et de littérature françaises de Belgique.
- Il a reçu le titre de docteur honoris causa de l'université de Montpellier (1955) et de l'université de Bordeaux (1962).
- En 1960, Fernand Desonay obtient d'être admis à l'éméritat[1].